# Apothripa iphida
Apothripa iphida är en fjärilsart som beskrevs av George Francis Hampson 1907. Apothripa iphida ingår i släktet Apothripa och familjen trågspinnare. Inga underarter finns listade i Catalogue of Life.